# Eupilaria inconsequens
Eupilaria inconsequens är en tvåvingeart som först beskrevs av Enrico Adelelmo Brunetti 1918.  Eupilaria inconsequens ingår i släktet Eupilaria och familjen småharkrankar. Inga underarter finns listade i Catalogue of Life.